# 劇団急旋回
劇団急旋回（げきだんきゅうせんかい）は、俳優の石坂浩二が主宰する日本の劇団。
1988年に結成、1996年の公演を最後に活動を休止。

## 来歴
1983年に、前身の「IME（石坂ミュージカル・エンタープライズ）附属ミュージカル研究所」を設立。ダンス、歌、演技の総合的なレッスンを行い、定期的に作品を発表した。
1988年に名称を「劇団急旋回」と命名、以降本格的なミュージカル公演を上演した。
上演作品はほとんどが石坂浩二の脚本・演出によるオリジナルミュージカル。
1996年の公演を最後に活動を休止。

## その他
- 1990年に、ニュージーランド公演を行い、現地の話題となった。
- 「十二人の怒れる男」（1985年 パルコSPACE PART3）や「お気に召すまま」（1990年 銀座セゾン劇場）など外部の石坂浩二演出作品にも、劇団員が多数起用された。
- 1994年には、倉田保昭が主宰する倉田プロモーションと組んでナムコ・ワンダーエッグでのイベント「キャプテン・ティアラ」を上演、ウッチャンナンチャンの南原清隆が振付を担当し「ウンナン世界征服宣言」で放映された。
- 石坂浩二は「世界まるごとHOWマッチ」のホールインワン賞で得た世界一周旅行のチケットで、多数の劇団員をニューヨーク研修に派遣したらしい。
- 「伊馬家騒動顛末記」（1993年）には殺陣師の林邦史朗が特別出演し、石坂とコンビの「夜警」役でコントを披露した。
- 音楽に小針克之助（六三四Musashi）や山下透、金森隆らが参加していた。

## 上演作品

### 劇団急旋回
- ユノーの休日（1989年　浅草常盤座）
- アリン・カングリ（1989年　浅草常盤座）
- ドンナ・ドッチ綺譚（1990年　浅草常盤座）
- ALING KHANGLI（1990年　ニュージーランド ジェイムス・ヘイ劇場）
- らんらん学園漂流記（1990年　表参道THE SPACE）
- SAH・LA・VA〜然らば〜（1991年　浅草常盤座）
- 吉野山幻終始千本桜（1992年　表参道THE SPACE）
- 麻可部十兵衛の謀事（1992年　北沢タウンホール）
- 伊馬家騒動顛末記（1993年　東京芸術劇場）
- 風説津久見城縁起（1993年　SPACE ZERO）
- ザ・龍ーたひこの夢（1994年　SPACE ZERO）
- ザ・龍ーたひこの夢 再演（1995年　SPACE ZERO）
- 白虎茜坂紅蓮隊（1996年　スフィアメックス）

### IME附属ミュージカル研究所
- TOKYO235（1984年）
- Words Wars（1985年）
- エンビアス（1986年）
- ノアノア - 楽園 -（1986年） ※ポール・ゴーギャン『ノアノア』を参照
- ザ・龍（1987年）
- 235TOKYO（1987年）
- ザ・龍 再演（1987年）
- Doji-Dotch（1988年）

## 出身俳優
- 宇治川まさなり（演出家・振付家）
- 藤森一朗（演出家・脚本家）
- 四代目隅田川馬石（落語家）
- 真下有紀（俳優）
- 西村直人（俳優）
- 間天憑（俳優）
- 太田浩人（俳優）

- 大野ちかこ（俳優）
- 夏樹紗英子（俳優）
- 坂井成紀（俳優）
- 瀬下尚人（THE CONVOY）
- 伽藍琳（俳優）
- 藤原麻由（俳優）
- おいかどいちろう（大道芸人）
- 小山けいと（ヴォーカリスト）
- 白神直子（ヴォーカリスト）
- 戸田ダリオ（タレント）
- 大成修司（声優）
- 三波伸一 （コメディアン）
- 菊地美奈子（俳優）